# Quiosc (comerç)
|  | Aquest article tracta sobre el local de venda de premsa. Si cerqueu el local de venda de begudes i menjar, vegeu «Guingueta». |

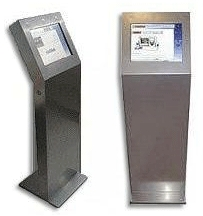
Quiosc interactiu

Un quiosc o paradeta és un local comercial de grandària reduïda en el qual es venen diaris, cigarrets, dolços, bitllets de loteria, etc. A més es denomina quiosc a una construcció lleugera, situada en llocs públics, on es rep atenció comercial o informativa.

## Etimologia
Aquest terme deriva d'altra accepció de quiosc, una construcció de planta octogonal instal·lada generalment en llocs públics, per a esbarjo o expressió artística en la via pública o en propietats privades.
Aquesta, al seu torn, deriva del francès kiosque, aquest del turc köşk, aquest del persa košk, i aquest del pelvi kōšk, que significa pavelló.

## Tipus de quioscs
En les ciutats de l'Argentina, Xile i Uruguai s'usa més sovint el terme quiosc per a aquells locals diminuts (de vegades improvisats en una habitació d'una casa) i amb una petita àrea d'atenció al públic, o amb atenció exclusivament per mitjà d'una finestreta. Aquests locals solen vendre articles variats i que poden necessitar-se en qualsevol moment. Com ara llaminadures, cigarrets, sucre, mate, etc. En estar instal·lats en un habitatge i amb atenció exclusivament per finestreta (generalment ha de copejar-se'n el vidre, o fer sonar un timbre) són atesos per l'amo, i en un horari ampli. Una bona part d'aquests establiments atenen tot el dia, o durant un horari ampli i és punt de trobada de nens preadolescents.
Hi ha diferents tipus de quioscs, segons la seva finalitat, localització i estructura:
- Maxiquiosc: És una varietat en la qual es posseïx una àrea d'atenció i una diversitat de productes més àmplia; generalment acompanyada d'un ampli horari d'atenció. Aquest tipus de quiosc només es troba en locals i no en la via pública.
- Quiosc d'informació: Són posats no comercials, destinats a proveir informació per a turistes, del govern, prevenció de la sida, etc.
- Quiosc de diaris (lloc de diaris o de periòdics): Solen ser de forma més allargada, i estan destinats a la venda de diaris, periòdics i revistes.
- Quiosc d'Internet / Informàtics: Són computadores adaptades per a oferir serveis informatius o transaccionals, preparades per a ús exclusiu d'Internet o Intranet. Com a tals, aquestes computadores no permeten l'accés de l'usuari a les funcions de sistema de l'equip. Els avantatges que oferixen són seguretat, disponibilitat i major cobertura geogràfica.

## Renovació del model de negoci
Amb el temps, la venda de diaris en paper va anar decreixent, i això va afectar els quioscs. A la ciutat de Barcelona, es va passar de 440 quioscs censats el 2000 a 296 el 2022, 259 dels quals actius. En resposta a les inquietuds de l'Associació Professional de Venedors de Premsa de Barcelona i Província (APVPBP), l'Ajuntament de Barcelona va completar el febrer de 2023 la modificació de la regulació del model de negoci, que permetria en endavant reduir l'espai dedicat a premsa del 80% al 51%, permetent destinar el 49% restant a altres productes com poden ser els que ja venien amb menys espai, com tabac, llaminadures, objectes de record, bitllets de loteria i títols de transport, a nous serveis com són la venda de cafè i aliments envasats per emportar, caixers automàtics, antenes 5G o armariets per a la distribució de paquets.